# Cérémonie d'ouverture du Parlement du Royaume-Uni

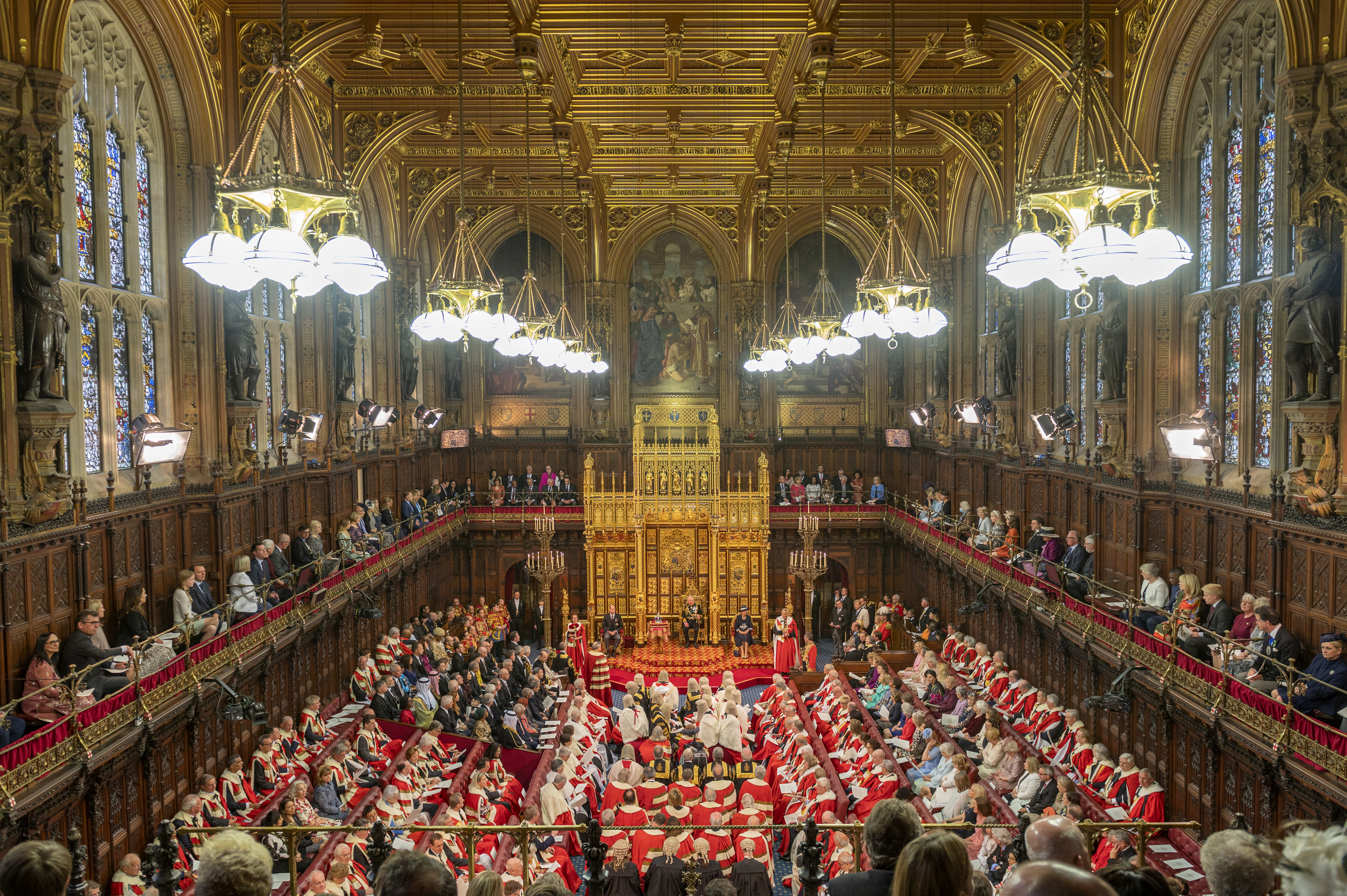
Cérémonie d'ouverture en mai 2022.

Au Royaume-Uni, la cérémonie d'ouverture du Parlement (en anglais : State Opening of Parliament) est un événement politique annuel, qui se tient généralement en mai, et qui marque le début de la session parlementaire. Il se déroule à la Chambre des lords, au palais de Westminster.
La cérémonie d'ouverture est un événement formel et très solennel, où les gestes et paroles rituels qui y sont utilisés de manière souvent multiséculaire revêtent parfois un caractère très symbolique. Ainsi, avant l'ouverture de la cérémonie, les caves du palais de Westminster sont fouillées par les hallebardiers de la garde munis de lanternes, en vue d'empêcher toute reproduction de la conspiration des poudres : le complot de 1605 avait en effet visé à un attentat contre le palais. Cette inspection reste toutefois de pure forme.

## Déroulement
Le monarque, venant du palais de Buckingham, se rend à Westminster dans un carrosse tiré par des chevaux et accompagné d'une escorte de Horse Guards. Il y pénètre par une entrée qui lui est réservée, sous la tour Victoria. L'étendard royal flotte alors sur le bâtiment pendant toute la durée de la cérémonie, en remplacement de l'Union Jack.
Le souverain est alors accueilli par le lord-grand-chambellan (Lord Great Chamberlain), tenant une longue verge de bois à la main, et le gentilhomme huissier de la verge noire (Black Rod), portant sur l'épaule une canne à pommeau métallique.
Ces derniers l'accompagnent dans les couloirs en le précédant, accompagnés du sergent d'arme (Sergeant-at-Arms) portant la masse d'arme cérémoniale, clamant la formule : « Hats off, Strangers ! » (« chapeau bas, étrangers ! »), afin que l'assistance se découvre au passage de Sa Majesté.
Lui étant interdit de pénétrer dans la Chambre des communes, le souverain est alors mené par le gentilhomme huissier de la verge noire à la Chambre des lords. Il salue l'assistance en entrant puis s'assied sur le trône qui lui a été préparé et invite l'assistance à faire de même par la formule : « My Lords, pray be seated » (« Mes seigneurs, je vous prie de vous asseoir »). Les membres de la chambre haute sont revêtus de leur costume d'apparat, fait notamment d'une robe rouge et coiffés d'une perruque.
Le gentilhomme huissier de la verge noire se rend ensuite à la Chambre des communes afin de demander aux députés d'assister au discours royal. À peine arrivé au seuil de la salle des séances de ladite assemblée, on lui claque alors la porte au nez, rappelant les jours où le monarque a tenté d'arrêter certains membres du Parlement. Après avoir frappé trois coup à la porte à l'aide de sa canne, l'huissier est alors autorisé à entrer dans la salle, accompagné du sergent d'arme venu retirer la masse d'arme de la Chambre. Il salue, en s'inclinant, le speaker puis les députés et notifie à ces derniers que le souverain les attend à la Chambre des lords, en usant de la formule suivante : « Mr Speaker, The King [or The Queen] commands this honorable House to attend His [or Her] Majesty immediately in the House of Peers » (« Monsieur le Président, le roi [ou la reine] commande à cette honorable Chambre de rejoindre Sa Majesté immédiatement à la Chambre des pairs »). Les députés sortent alors de la salle, le sergent d'arme en tête du cortège portant la masse sur l'épaule.
Dans les années 1980, la notification prononcée par le gentilhomme huissier de la verge noire était suivie d'une interjection humoristique (et souvent à connotation républicaine) de la part du doyen des députés, le travailliste Dennis Skinner, provoquant des rires dans l'assemblée. Cette intervention du député est considérée au début du XXIe siècle comme faisant partie intégrante des traditions de cette cérémonie,. 
Le Parlement enfin réuni (les députés des communes restent néanmoins debout dans la salle), le monarque prononce le discours du Trône, dans lequel il présente le programme législatif du gouvernement pour la session parlementaire à venir, texte qui a en fait été rédigé par le Premier ministre. Afin d'éviter que le souverain soit séquestré par les élus du peuple, un député est retenu durant la cérémonie au palais de Buckingham, et suit alors le discours royal à la télévision.
La cérémonie achevée, le souverain repart aussitôt à Buckingham en carrosse, comme il est venu.

## Particularités de certaines années
En 2022, la reine Élisabeth II ne participe pas à la cérémonie d'ouverture du Parlement pour raison de santé. À la place, son fils, le prince Charles, et son petit-fils, le prince William, ouvrent la nouvelle session du Parlement au nom de la reine, en tant que conseillers d'État, Charles lisant le discours du Trône. La dame huissier de la verge noire convoque alors les députés en disant : « Mr Speaker, The Queen commands this honorable House to attend her Counsellors of State immediately in the House of Peers » (« Monsieur le Président, la reine commande à cette honorable Chambre de rejoindre ses conseillers d'État immédiatement à la Chambre des pairs »).